# 肉蒲団

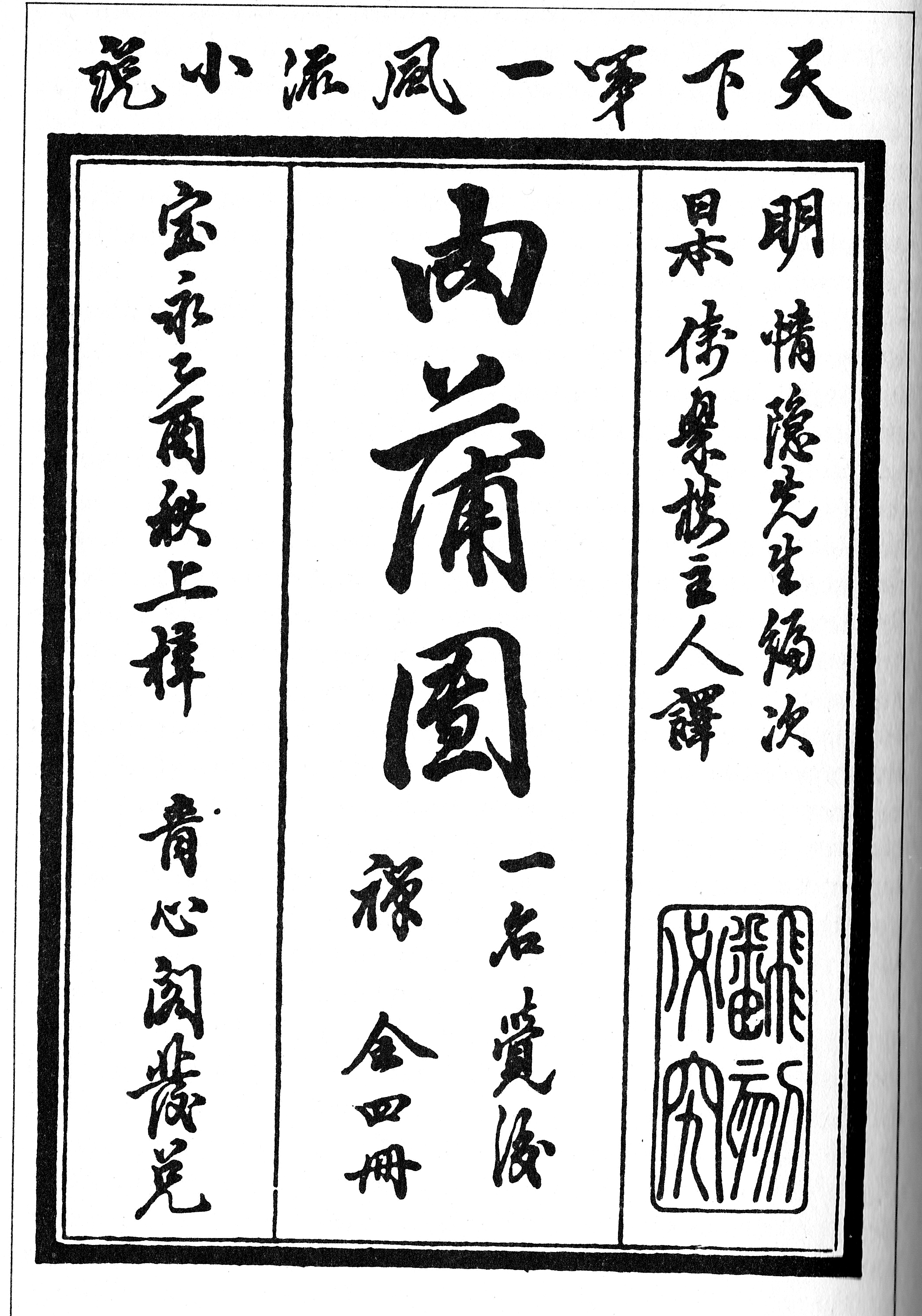
日本で訓点を施した肉蒲団。宝永2年（1705年）出版

肉蒲団（にくぶとん）は、中国、清代の小説。好色文学のひとつ。別名、覚後禅。英語では Carnal Prayer Mat 。6巻20回。李漁の作であろうとされる。
主人公の青年、未央生（みおうせい）が色道遍歴の末、仏門に帰依するという物語であり、その性描写で知られる。
物語中で、未央生と妻の玉香が元代の画家・趙孟頫の春画『三十六幅春画冊』を観る描写がある。またこの作品を題材とした、作者未詳の十六葉の春画冊（「玉香行水図」など）がある。

## 影響
『肉蒲団』は朝鮮にも影響を及ぼし、『東廂記』『北廂記』などの好色文学に影響を与えた。十六葉の春画冊は金弘道の『春画十図』に影響を与えた。

## 日本語訳
- 伏見冲敬 訳『完訳 肉蒲団』平凡社ライブラリー、2010年。ISBN 978-4-582-76699-8。（もと第一出版社、1951年）

## 映画化
- SEX&禅/中国絶倫珍珍秘伝（原題：玉蒲團之愉情寳鑑、1991年、香港）
- ロレッタ・リー×スー・チーin SEX&禅（スー・チーのSEX&禅、原題：玉蒲團二之玉女心經、1996年、香港）
- SEX&禅 外伝（原題：肉蒲団II、1996年、香港）
- 3D SEX & 禅（原題：3D肉蒲團之極楽寶鑑、2011年、香港）